# Dánsko na Letních olympijských hrách 1984
Dánsko se účastnilo Letní olympiády 1984 v americkém Los Angeles. Zastupovalo ho 60 sportovců (49 mužů a 11 žen) v 11 sportech.

## Medailisté
| Medaile | Jméno                                                                                        | Sport             | Soutěž                       |
| ------- | -------------------------------------------------------------------------------------------- | ----------------- | ---------------------------- |
| Stříbro | Henning Lynge Jakobsen                                                                       | Kanoistika        | Muži C-1 500 m               |
| Stříbro | Anne Grethe Jensenová                                                                        | Jezdectví         | Jednotlivci drezura          |
| Stříbro | Ole Riber Rasmussen                                                                          | Sportovní střelba | Muži skeet                   |
| Bronz   | Henning Lynge Jakobsen                                                                       | Kanoistika        | Muži C-1 1 000 m             |
| Bronz   | Erik Christiansen Michael Jessen Lars Nielsen Per Rasmussen                                  | Veslování         | Muži čtyřka bez kormidelníka |
| Bronz   | Hanne Eriksenová Birgitte Hanelová Charlotte Koefoedová Bodil Rasmussenová Jette Sørensenová | Veslování         | Ženy párová čtyřka           |